# Танатарци
Танатарци или Тонатарци (на македонска литературна норма: Танатарци) е село в Община Щип, Северна Македония.

## География
Танатари е разположено на 12 километра югоизточно от град Щип.

## История
В XIX век Танатарци е малко българско село в Щипска кааза на Османската империя. Според статистиката на Васил Кънчов („Македония. Етнография и статистика“) от 1900 година Тонатарци има 120 жители, всички българи християни.
По данни на секретаря на Българската екзархия Димитър Мишев („La Macédoine et sa Population Chrétienne“) в 1905 година в Тапатарци (Tapatartzi) има 160 българи екзархисти.
В 1910 година селото пострадва по време на обезоръжителната акция. 4 души от селото са арестувани и измъчвани.
При избухването на Балканската война в 1912 година 2 души от Танатарци са доброволци в Македоно-одринското опълчение. След Междусъюзническата война в 1913 година селото остава в Сърбия.
На 1 март 1923 година при Танатарци щипската чета на ВМРО, подсилена с четници от кочанската, сред които и Димитър Паликрушев, се сражава със сръбски части, които дават жертви, докато българската чета се изтегля невредима.

## Личности
Родени в Танатарци
- Иван Митев (1878 - след 1943), български революционер
- Никола Китанов (1873 - след 1943), български революционер
- Тасе Петров, войник от Радовишкия партизански отряд на 11-а македонска дивизия
- Тасе Янев Кръстев, войник от Радовишкия партизански отряд на 11-а македонска дивизия
- Христо Тасев Шопов, войник от Радовишкия партизански отряд на 11-а македонска дивизия